# Ley de Trasplantes (España)
La Ley de Trasplantes, oficialmente Ley sobre extracción y trasplante de órganos, es una ley española aprobada por las Cortes Generales que entró en vigor el 26 de noviembre de 1979. La ley, consistente en siete artículos, dos disposiciones adicionales y una derogatoria, establece el sistema español de donación y trasplante de órganos.
El órgano nacional coordinador del sistema es la Organización Nacional de Trasplantes, que ha conseguido que España haya pasado de 14 donantes por millón de habitantes (pmh) en 1989 a 48 donantes pmh en 2018. Por comunidades autónomas, en 2018, Cantabria es la región donde más órganos se han donado (86,2), seguida de La Rioja (80,6), Asturias (66,7), Extremadura (64,5), País Vasco (64,4) y Navarra (64,1). Estos resultados sitúan a España como el líder mundial en donación de órganos.

## Características del sistema
La Ley de Trasplantes es una ley corta, que establece un sistema español de trasplantes que se puede resumir en siete puntos:
1. El carácter altruista de la donación y la no comercialización de los órganos (artículo 2).
2. El establecimiento de la llamada muerte encefálica como equivalente científico legal y ético de la muerte «clásica» del individuo (artículo 5).
3. El respeto a la voluntad del fallecido en cuanto a donar o no sus órganos (artículo 5.3).
4. La necesidad de que el diagnóstico de muerte se haga por un equipo de médicos independiente del de trasplante (artículo 5.1).
5. La garantía de anonimato del donante (artículo 4.d).
6. La aplicación de criterios médicos para la distribución de los órganos disponibles entre los enfermos en espera de los mismos.
7. La exclusividad de los centros legalmente autorizados para realizar trasplantes (artículo 3).

## Reformas
La Ley sobre extracción y trasplante de órganos de 1979 ha sido reformada una sola vez, en 2011. Fue reformada por la Ley 26/2011, de 1 de agosto, de adaptación normativa a la Convención Internacional sobre los Derechos de las Personas con Discapacidad que reformó los artículos cuatro y seis para facilitar a las personas con algún tipo de discapacidad  facilitar el entendimiento de la información y el poder dar el consentimiento de forma adecuada, siguiendo las reglas del diseño universal, de manera que les resulten accesibles y comprensibles a su tipo de discapacidad.

## Reglamentos

### Real Decreto 1723/2012
La ley se desarrolló inicialmente por el Real Decreto 426/1980, de 22 de febrero, que regulaba las condiciones del personal y los centros sanitarios y los principios éticos que debían seguirse en la donación en muerte encefálica y el trasplante de órganos. Los progresos científicos y técnicos llevaron a una derogación de dicho desarrollo por el Real Decreto 2070/1999, de 30 de diciembre, por el que se regulan las actividades de obtención y utilización clínica de órganos humanos y la coordinación territorial en materia de donación y trasplante de órganos y tejidos, el cual incorporaba novedades como la donación tras la muerte por parada cardiorrespiratoria, con implicaciones en la preservación, los avances tecnológicos en el diagnóstico de la muerte encefálica o el funcionamiento de las organizaciones estatales y autonómicas dedicadas a la coordinación, el rápido intercambio de información y la supervisión y evaluación de las actividades, habida cuenta de la creciente complejidad organizativa.
En el año 2010 se aprobó la Directiva 2010/53/UE del Parlamento Europeo y del Consejo, de 7 de julio de 2010, sobre normas de calidad y seguridad de los órganos humanos destinados al trasplante, que dispone requisitos mínimos que deben aplicarse a la donación, evaluación, caracterización, obtención, preservación, transporte y trasplante de órganos humanos destinados a trasplante, con el fin de garantizar altos niveles de calidad y seguridad de dichos órganos. Entre los mismos se incluyen la designación de autoridades competentes, el establecimiento de criterios nacionales de autorización de centros, el desarrollo de un marco de calidad y seguridad que comprenda los protocolos necesarios para el desarrollo efectivo del proceso, la cualificación de los profesionales implicados y la aplicación de programas de formación específicos. La mencionada directiva asimismo impone requisitos de trazabilidad y el desarrollo de un sistema para la notificación y gestión de eventos y reacciones adversas graves, dispone los datos mínimos que deben recabarse para la evaluación de donantes y órganos y obliga al establecimiento de sistemas de información y a la realización de informes periódicos de actividad. Entre sus fundamentos éticos destacan los relacionados con la voluntariedad y la gratuidad, el consentimiento, la protección del donante vivo y la protección de datos personales.
Para incluir los mandatos de esta directiva en el ordenamiento español, se aprobó el Real Decreto 1723/2012 y que se estructura mediante treinta y cuatro artículos estructurados en nueve capítulos, cuatro disposiciones adicionales, una disposición transitoria, una disposición derogatoria, cuatro disposiciones finales y tres anexos:
- El Capítulo I trata de las disposiciones generales.
- El Capítulo II, del respeto y la protección al donante y al receptor.
- El Capítulo III, de la obtención de los órganos.
- El Capítulo IV, de su asignación, transporte e intercambio.
- El Capítulo V, del trasplante de los órganos.
- El Capítulo VI de su calidad y seguridad.
- El Capítulo VII, de las autoridades y la coordinación de actividades relacionadas con la obtención y el trasplante de órganos.
- El Capítulo VIII, de los sistemas de información.
- El Capítulo IX, de la inspección, supervisión y medidas cautelares y de las infracciones y sanciones.
- Las disposiciones adicionales tratan, sucesivamente, del transporte de material potencialmente peligroso, la evaluación y acreditación de centros y servicios, la aplicación del real decreto a las ciudades de Ceuta y Melilla, y de la red sanitaria militar.
- La disposición transitoria se refiere a la pervivencia de las autorizaciones sanitarias para los centros de obtención y trasplante de órganos.
- La disposición derogatoria deroga el Real Decreto 2070/1999, de 30 de diciembre.
- Las disposiciones finales regulan el título competencial y el carácter de básico de la norma, la incorporación de derecho de la Unión Europea, la habilitación para el desarrollo normativo y la entrada en vigor del real decreto.
- Los tres anexos comprenden respectivamente requisitos técnicos relacionados con el diagnóstico y certificación de la muerte para la obtención de órganos de donantes fallecidos, la autorización de los centros de trasplante de órganos y la caracterización de los donantes y los órganos humanos.

### Real Decreto 411/1996
En 1996 se aprobó el Real Decreto 411, que regula todas las actividades relacionadas con la obtención y utilización clínica de los tejidos de origen humano, incluidas su donación, obtención, preparación, procesamiento, preservación, almacenamiento, transporte, entrada y salida de España, distribución, suministro e implantación.

### Real Decreto 1825/2009
Otro reglamento relevante es el Real Decreto 1825/2009, de 27 de noviembre, que aprueba el Estatuto de la Organización Nacional de Trasplantes, el organismo autónomo del Ministerio de Sanidad para coordinar e impulsar la política nacional de donación y trasplantes.